# Payo Grondona
Payo Grondona, nombre artístico de Gonzalo Grondona (Playa Ancha, Valparaíso, 26 de agosto de 1945-Viña del Mar, 8 de enero de 2014), fue un cantante y músico chileno, miembro de la llamada Nueva Canción Chilena, conocido por sus composiciones de canción protesta donde abunda el humor y la ironía, las cuales han sido interpretadas por músicos como Isabel Parra, Combo Xingú o Los Mac's, así como por sus cercanos Gitano Rodríguez, Tiemponuevo, Los Ponchos Rojos y Homero Caro, entre otros.

## Primera etapa

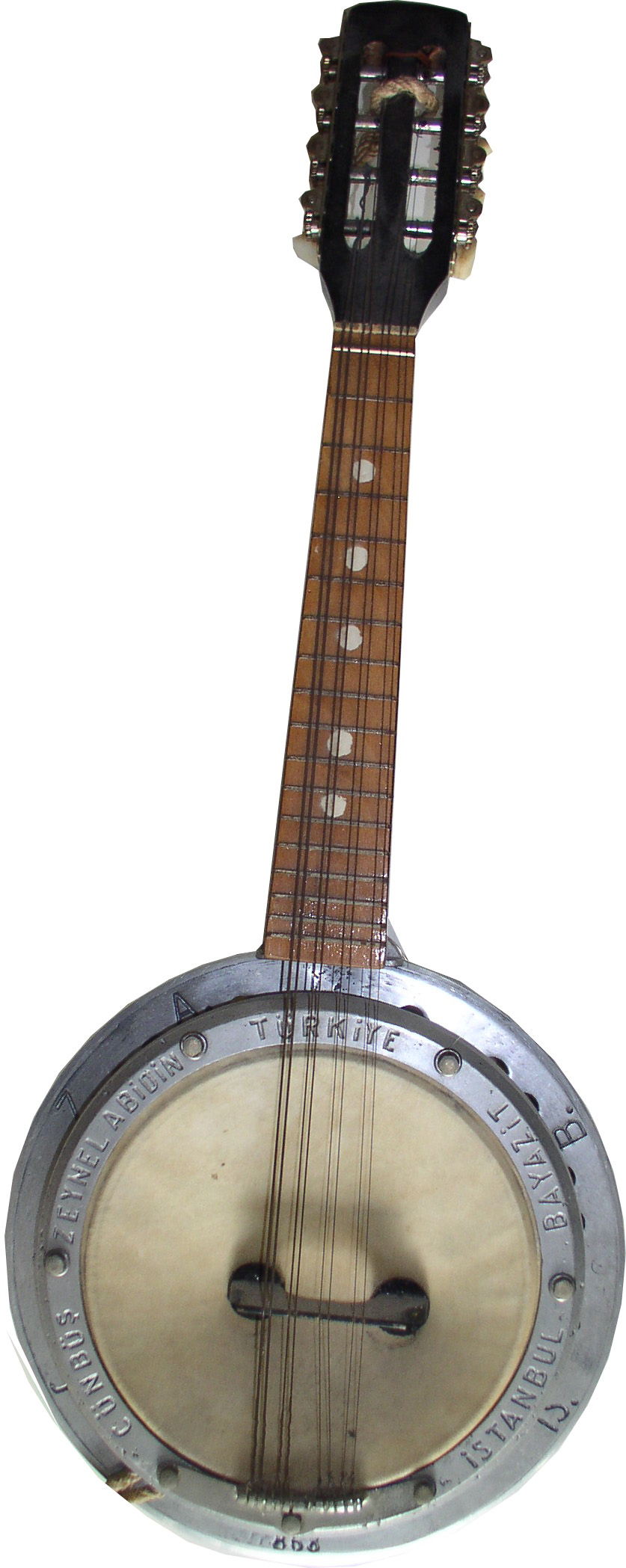
El banjo fue el instrumento característico en la música de Payo Grondona.

A pesar de sus estudios de periodismo, el Payo se dedicó a la música desde joven. Aprendió guitarra de manera autodidacta, escuchando a Los Chalchaleros, Cuncumén y Violeta Parra. Su carrera musical la comenzó integrando las bandas porteñas de Los de Quintil y el Conjunto Folklórico Universitario. Su interés por el rock and roll lo llevó a componer en 1965 junto con Orlando Muñoz la canción «La muerte de mi hermano», incluida en el álbum de sus coterráneos Los Mac's de 1967 titulado Kaleidoscope Men, y considerado por algunos el primer hit del rock chileno.
Tocó en la Peña de los Parra, en Santiago de Chile, y era asiduo a los conciertos en el puerto de Valparaíso, donde formó también parte del grupo fundador de la Peña de Valparíso. Un amigo estadounidense le presentó el banjo, instrumento típico del folclore norteamericano y ausente en la música tradicional chilena. Grondona hizo suyo este instrumento desde entonces, proporcionando otro rasgo particular a su música. En 1970, una de sus composiciones salió elegida entre las finalistas del Segundo Festival de la Nueva Canción Chilena, y ese mismo año apareció su álbum debut El Payo, en cuya carátula apareciera justamente un banjo. La canción más famosa del disco fue «Il Bosco» la cual, a diferencia de las letras de corte político de la época, posee una letra picaresca, que habla de una pareja apurada por encontrar un motel.
Esto último, no obstante, no significa que El Payo no fuera militante político. Por el contrario, en el tiempo de la Unidad Popular y paralelamente al lanzamiento de su segundo álbum Lo que son las cosas, ¿no? en 1971, participó apoyando el gobierno de Salvador Allende con trabajos tanto en Televisión Nacional de Chile como en la Editora Nacional Quimantú.

## El exilio
El Golpe de Estado en Chile de 1973 lo vivió en el país a solo tres días de haber regresado desde una gira por la República Democrática Alemana (RDA). Su tercer álbum, Payo en serio, que iba a ser editado bajo el sello discográfico La Semilla, no alcanzó a editarse, debiendo partir al exilio que duraría diez años, viviendo primero brevemente en Argentina (donde publicaría en 1974 su cuarto disco Por Chile, luego de haberse publicado Payo Grondona en Uruguay el año anterior), posteriormente en la RDA y finalmente en Italia, donde cursó estudios de posgrado y realizó trabajos de distinta índole.
En 1976 publicó su quinto disco Tiempo Nuevo, cuyo nombre alude a la agrupación Tiemponuevo, amigos del cantautor, y que sería publicado en los Países Bajos.

## Regreso a Chile
Grondona regresó a Chile en 1983, durante los últimos años de la dictadura militar, sumándose a la oposición hacia Augusto Pinochet y componiendo canciones esta vez con guitarra, bajo el alero del sello Alerce. En 1984 publicó en casete su sexto disco Canto de nuevo, que combina versiones de sus canciones más conocidas, temas inéditos y cuatro canciones para la banda sonora de la película Nemesio de Cristián Lorca. En 1987 lanza Cultura de vida, el primero de sus álbumes que incluiría sus creaciones llamadas «cancionemas», musicalizaciones propias de los poemas de Mauricio Redolés, Teresa Calderón y Erick Pohlhammer, entre otros.
En 1992 publicó Cuarent'on, su último casete con el sello Alerce, fijando luego su residencia definitiva en su Región de Valparaíso natal, lanzando desde entonces trabajos autogestionados tales como Playa Ancha 1945 (2001, ayudado por un Fondart) y el álbum recopilatorio Cancionero político (2007).
En 2012 sufrió un accidente cerebrovascular que lo dejó en un delicado estado de salud. Falleció el 8 de enero de 2014 a las 18:50 horas, en un hogar de reposo en el sector Recreo de Viña del Mar.

## Discografía
- 1970 - El Payo
- 1971 - Lo que son las cosas, ¿no?
- 1973 - Payo Grondona
- 1974 - Por Chile
- 1976 - Tiempo Nuevo
- 1984 - Canto de nuevo
- 1987 - Cultura de vida
- 1992 - Cuarent'on
- 2001 - Playa Ancha 1945

### Recopilatorios
- 2001 - Canciones y cancionemas
- 2002 - El Payo + El Payo Vol. 2: Lo que son las cosas ¿no?
- 2007 - Cancionero político

### Sencillos
- 1966 - La conversada/Coplas numéricas (Pleno)
- 1970? - Yo no sé decir adiós, amor[1]
- 1971 - Yo no sé decir adiós, amor / Elevar la producción
- 1971 - Por aquí, por acá / Carpas y amor

### Colectivos
- 1971 - Se cumple un año ¡¡¡y se cumple!!!
- 1972 - Encuentro de música latinoamericana
- 1975 - An anthology of Chilean New Song
- 1984 - La gran noche del folklore
- 1985 - Por la vida
- 1989 - Novedades de Chile
- 1995 - Canto Nuevo, antología volumen 2
- 2001 - Café del cerro
- 2003 - Nueva Canción Chilena. Antología definitiva